# Археологический музей (Варшава)
Археологический музей (пол. Państwowe Muzeum Archeologiczne ) — государственный музей в Варшаве (Польша), посвящённый, в основном, древней и средневековой польской истории. Музей располагается с 1958 года в здании варшавского Арсенала, находящегося по адресу улица Длуга, 52 (ulica Długa 52) в варшавском районе Средместье. Зарегистрирован в Государственном реестре музеев.

## История
В 1923 году по решению польских Организации по делам религии и Министерства народного образования был создан Национальный археологический музей. В 1928 году ему было присвоено значение научно-исследовательского центра по изучению древней истории польских земель.
Коллекция музея пополнялась экспонатами ныне не существующего Музея промышленности и сельского хозяйства, частных коллекций, к примеру Зигмунта Глогера. Около 95 % коллекции пополнялось предметами из археологических полевых работ.
После 1945 года к музею присоединился Археологический музей Варшавского научного общества им. Эразма Маевского и Бискупинское городище.
В 1958 году музей на основе городища в Бискупине стал филиалом музея.

## Коллекция
В музее собраны экспонаты, связанные с древней историей Польши, Европы, Азии, Америки и Африки. Наиболее заметны выставки «Доисторический период развития польских земель», «Основы романской архитектуры» и «Алфавит готической архитектуры». В музее организованы специальные курсы, где желающие могут попробовать научиться ткать цветные ленты, изготавливать керамику в традиционной технике и стеклянные украшения по старинным рисункам.